# Maxillaria pachyneura
Maxillaria pachyneura är en orkidéart som beskrevs av Friedrich Carl Lehmann och Friedrich Fritz Wilhelm Ludwig Kraenzlin. Maxillaria pachyneura ingår i släktet Maxillaria och familjen orkidéer. Inga underarter finns listade i Catalogue of Life.